# René Grousset
René Grousset (Aubais, 5 de setembre de 1885 - París, 12 de setembre de 1952) va ser un historiador francès, especialista en Àsia i membre de l'Acadèmia Francesa.
René Grousset va estudiar a Montpeller. Va participar en la Primera Guerra Mundial, i en finalitzar aquesta es va convertir en professor d'història i geografia al Institut de Llengües i Civilitzacions Orientals (INALCO, París). Va ser professor a l'Institut d'Estudis Polítics de París, conservador del Museu del Louvre, conservador del Museu Guimet. Director del Museu Cernuschi des de 1933. Va ser secretari de la Revista d'Àsia i membre dels Museus Nacionals.
Amb Ernest Seilliére, Jean Tharaud, Octave Aubry i Robert D'Harcourt, va ser una de les cinc persones triades el 14 de febrer 1946 a l'Acadèmia de França en la primera tanda de les eleccions d'aquest any per cobrir les vacants deixades per molts en el període de l'ocupació nazi. Va ser rebut a la Acadèmía el 30 de gener 1947 per Henry Bordeaux per cobrir la cadira vacant deixada pel poeta André Bellessort.
La Épopée des Croisades (L'epopeia de les Croades) i les Histoire des croisades et du royaume franc de Jérusalem (Història de les Croades i el regne franc de Jerusalem), constantment reeditats des de la seva mort, segueixen estant entre els llibres de referència sobre les Croades.
El medievalista Pierre Aubé va escriure sobre Grousset que, quan tractava d'establir els fets històrics, la seva visió estava molt mediatitzada per la utopia colonialista de l'època. René Grousset està enterrat al cementiri de Montparnasse.

## Obres
- Histoire de l'Asie, 3 volums, 1921-1922
- Histoire de la philosophie orientale. Inde, Chine, Japon. 1923.
- Le Réveil de l'Asie. L'impérialisme britannique et la révolte des peuples. Paris, Plon, 1924
- Histoire de l'Extrême-Orient, 1929.
- Sur les traces du Bouddha, 1929
- Les Civilisations de l'Orient, 1929-1930
- S. M. Nādir Shāh, 1930
- Philosophies indiennes, 1931
- Histoire des croisades et du royaume franc de Jérusalem, 3 volums, 1934-1936
- L'Empire des steppes, Attila, Gengis-Khan, Tamerlan. 1938
- L'Épopée des Croisades, Paris, Plon, 1939.
- Histoire de la Chine, 1942
- Le Conquérant du monde, Vie de Gengis-Khan (El Conquistador del Mundo. Vida de Gengis Kan), 1944. Acantilado, 2015.
- Bilan de l'Histoire, 1946
- L'Empire du Levant, 1949
- La Chine et son art, 1951
- L'Empire mongol
- L'Homme et son histoire
- Histoire de l'Arménie des origines à 1071, 1973
- La epopeya de las cruzadas, 2002 Ediciones Palabra